# Fehlbrand

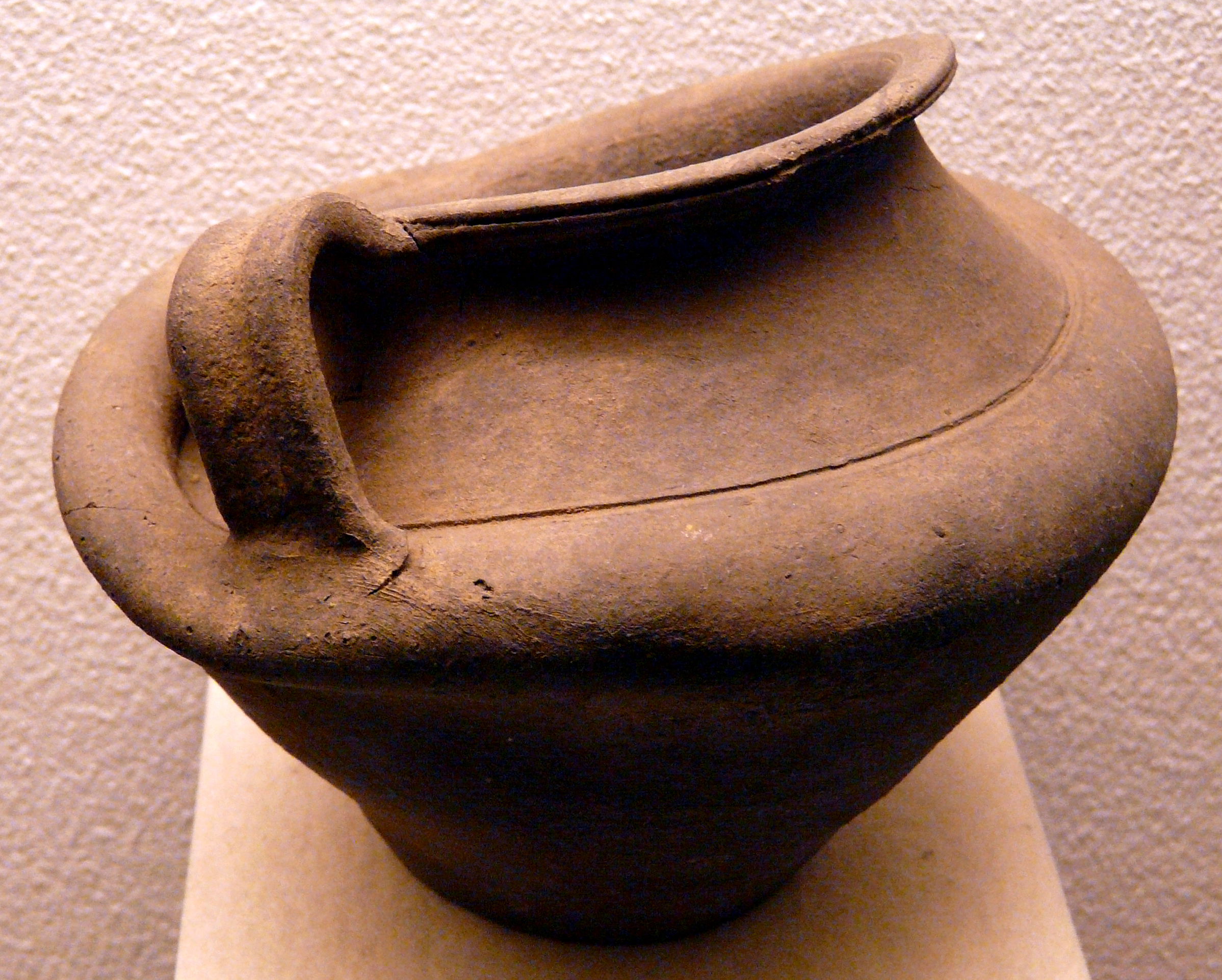
Bauchiger Einhenkelkrug, Rauhwandige Ware, Fehlbrand, 1. Jahrhundert
(Clemens-Sels-Museum, Neuss)

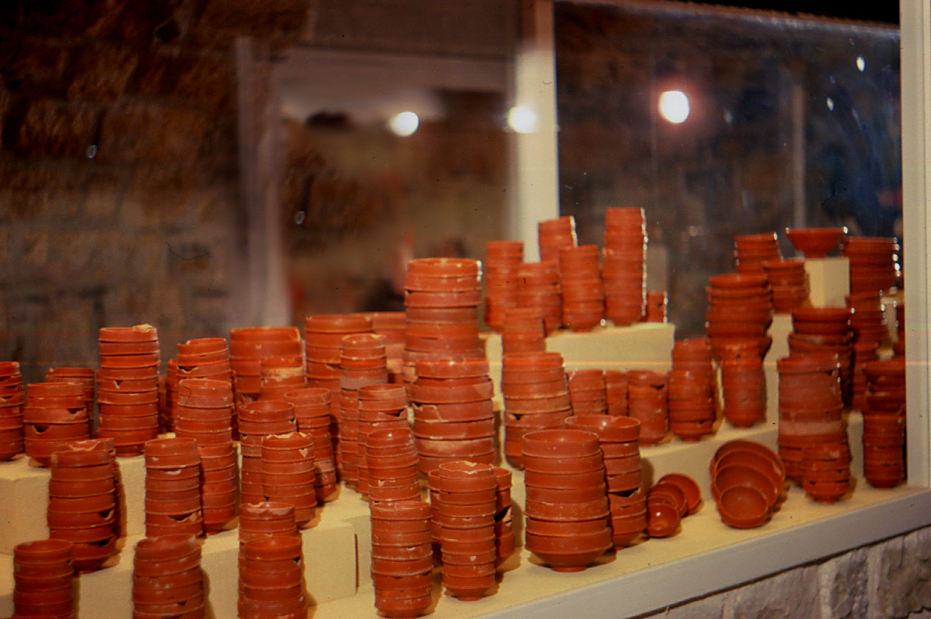
TS-Fehlbrände aus La Graufesenque im Museum von Millau.

Fehlbrand ist ein Fachausdruck, der in der Töpferei und keramischen Brenntechnik verwendet wird, davon abgeleitet auch im archäologischen Sprachgebrauch benutzt wird. Er bezeichnet nichtgewünschte Ergebnisse, Produktionsabfälle und Ausschussware, die beim Brennen von Ton anfallen.
Insbesondere die vorindustrielle Massenproduktion von Keramikgeschirr war störanfällig. Sie begann in Europa in der ersten Hälfte des 1. Jahrhunderts, wo professionalisierte, arbeitsteilig organisierte Töpferbetriebe die zuvor subsistenzwirtschaftliche Töpferwarenherstellung ablösten. Die römische Massenproduktion wurde überregional gehandelt und verdrängte die indigene freihandgefertigte Keramik mit meist nur lokaler Verbreitung.
Im gesamten Herstellungsprozess konnte es bei der Massenherstellung zu Störungen kommen. Begonnen bei der Auswahl der Rohstoffe und Werkzeuge, der Aufbereitung des Tons, aber auch beim Formen der Gefäße, beim Trocknen und insbesondere beim Brennen waren Fehlentwicklungen möglich. Durch solche Störungen konnte es zur Beeinträchtigung der Produktqualität und sogar zum Totalverlust einer gesamten Ofenbeladung kommen. Das Resultat waren Deformationen, miteinander verbackene oder stapelweise verschmolzene Gefäße, Brandrisse und Überfeuerung des Scherbens.
Im Fundspektrum archäologischer Fundplätze ermöglichen Fehlbrände eine Abgrenzung lokaler Produktion von Importware. Bei importierter Ware kommen Fehlbrände nur selten vor, da diese in der Regel nicht in den Fernhandel gelangten.
Dagegen werden im Umfeld von Töpfereien häufig Produktionsabfälle und Ausschussware angetroffen. Ein gehäuftes Auftreten von Fehlbränden im Fundspektrum kann demnach auf eine nahegelegene Töpferwerkstatt hindeuten.
Unbrauchbare Fehlbrände bzw. Brennprodukte, die nicht den Qualitätsansprüchen des Töpfers entsprachen, wurden meist in Abwurfhalden oder -gruben entsorgt. Sie kommen aber auch heute noch als Ware zweiter Wahl in den Handel.